# Milo (Italia)

Ubicación de la ciudad de Milo dentro de la provincia de Catania.

Milo (Milu en siciliano) es una localidad italiana de la provincia de Catania, región de Sicilia,  con 1.061 habitantes.

## Evolución demográfica
| Gráfica de evolución demográfica de Milo entre 1861 y 2001 |
|                                                            |
| Fuente ISTAT - elaboración gráfica de Wikipedia            |